# Filialkirche Greith

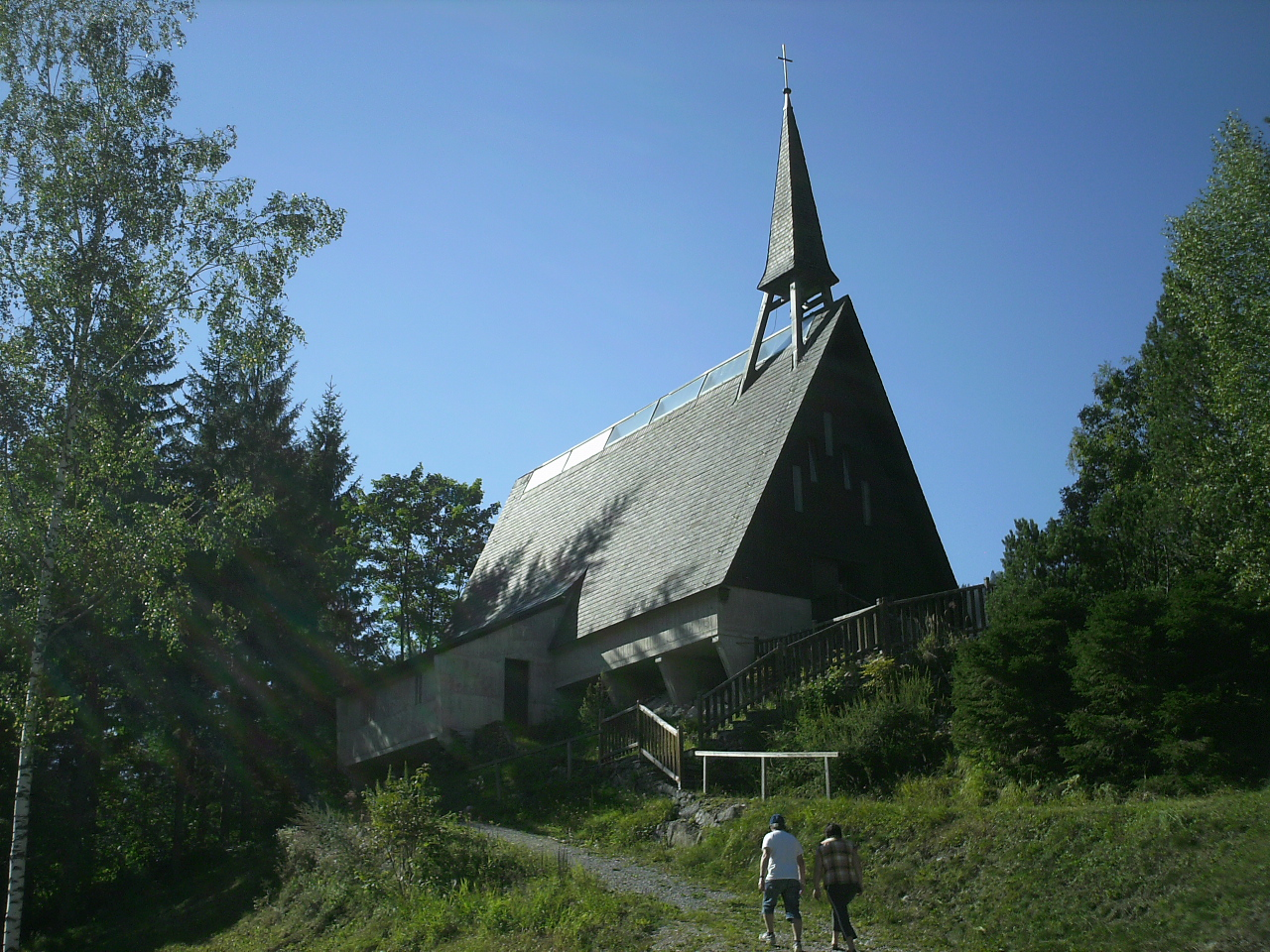
Kirche in Greith

Die Filialkirche Greith in der Ortschaft Greith der Gemeinde Mariazell ist eine römisch-katholische Filialkirche der Pfarre Gußwerk im Bezirk Bruck-Mürzzuschlag im Bundesland Steiermark. Sie ist dem hl. Josef geweiht. Im Volk ist sie auch unter dem Namen „Heiratskirchlein“ bekannt. Das Bauwerk steht unter Denkmalschutz (Listeneintrag).

## Geschichte
Um von Greith aus zur nächsten Kirche zu gelangen, beziehungsweise einen Gottesdienst zu besuchen, musste die Bevölkerung entweder in die zehn Kilometer entfernte Pfarre in Weichselboden oder auch in die ebenso weit entfernte Kirche in Gußwerk zu Fuß gehen. Deshalb war der Kirchenbesuch für viele Menschen, vor allem ältere und gebrechliche, nicht möglich. Aus diesem Grund entschloss sich die Bevölkerung von Greith, Dürradmer und Ramsau die Messen in der Hauskapelle des Gasthauses Scholz, welches früher zum Stift St. Lambrecht gehörte, abzuhalten. Den Anstoß dafür gab Pater Hugo Pfundstein aus Mariazell, der die Gottesdienste zelebrierte. Der kleine Raum konnte jedoch die immer größer werdende Schar an Kirchgängern nicht mehr aufnehmen, deshalb wurde beschlossen, ein eigenes Kirchlein zu errichten.
1956 wurde mit den Planungen begonnen und bereits im darauf folgenden Jahr wurde mit dem Bau begonnen. Dank der Mithilfe der Bevölkerung konnte die kleine Kirche bereits am 26. Oktober 1958 durch Diözesanbischof Josef Schoiswohl dem hl. Josef geweiht werden.
Am 21. Juni 1958 erhielt die Kirche eine Glocke, gestiftet von Familie Ortenburger aus Mariazell. Geweiht wurde sie von Abt Koloman Holzinger vom Stift Admont. 
Nach einer Spendenaktion in der Bevölkerung konnte 1961 eine Orgel von Orgelbau Krenn aus Graz angeschafft werden. Geweiht wurde sie von Placidus Wolf, Abt der Abtei Seckau.
1978 konnte die Kapelle am Vorplatz, errichtet durch Familie Fluch, eingeweiht werden.
Seit der Auflösung der Pfarre Weichselboden ist die Kirche eine Filialkirche der Pfarre Gußwerk.
Heute ist die kleine Josefskirche eine beliebte Hochzeitskirche.

## Architektur und Ausstattung
Die Kirche wurde in den Jahren 1956 bis 1958 nach Plänen des Mariazeller Architekten Kurt Weber-Mzell von Baumeister Hödl erbaut. 1963 schuf Alfred Wickenburg die Glasfenster und die Holzstatue des hl. Josefs aus dem Jahr 1957 wurde von Alexander Silveri geschaffen.